# Yona Markova
Yona Markova, född 1855, död 1923, var en bulgarisk soldat.  Hon tjänstgjorde som soldat i det Serbisk-bulgariska kriget förklädd till man under namnet Ivan Markov. Hon utmärkte sig i strid och fick två förtjänstmedaljer. 